# Writing in Asia Series
Die Writing in Asia Series (Reihe Schreiben in Asien) war eine englischsprachige Buchreihe über asiatische Literatur, die von 1966 bis 1996 von Heinemann (Singapore; Hong Kong; Kuala Lumpur: Heinemann Asia) veröffentlicht wurde. Initiiert und hauptsächlich herausgegeben von Leon Comber, lenkte die Reihe die Aufmerksamkeit auf verschiedene asiatische anglophone Schriftsteller. Insgesamt wurden mehr als 110 Bände veröffentlicht.
Inspiriert von der erfolgreichen und bahnbrechenden African Writers Series hatte Leon Comber, der damalige Südostasien-Vertreter von Heinemann Educational Books Ltd., die Reihe 1966 in Singapur als ihr Chefredakteur gegründet.
Die folgende Übersicht erhebt keinen Anspruch auf Aktualität oder Vollständigkeit:

## Bände
| Nr. | Autor                                   | Jahr | Titel (u. a.) |
| --- | --------------------------------------- | ---- | --- |
| 1   | Ly Singko, ed.                          | 1967 | Modern Malaysian Chinese Stories. Anthology translated from the Mandarin Chinese by Ly Singko and Leon Comber with a foreword by Han Suyin.                                                        |
| 2   | Lloyd Fernando, ed.                     | 1968 | 22 Malaysian Stories. Anthology. Contributors include Siew Yue Killingley, Goh Poh Seng and Stella Kon.                                                                                            |
| 3   | Iwan Simatupang                         | 1969 | The Pilgrim (Ziarah). Novel translated from the Indonesian by Harry Aveling. Winner of the ASEAN Literary Award 1977.                                                                              |
| 4   | W. Somerset Maugham                     | 1969 | Maugham's Malaysian Stories. Edited and with an introduction by Anthony Burgess. |
| 5   | Leon Comber, trans.                     | 1972 | The Strange Cases Of Magistrate Pao: Chinese Tales Of Crime And Detection |
| 6   | Tan Kok Seng                            | 1972 | Son of Singapore. First part of autobiography. Rendered into English in collaboration with Austin Coates.                                                                                          |
| 7   | Wang Shifu                              | 1973 | The Romance of the Western Chamber. Translated and adapted by T. C. Lai and Ed Gamarekian, with a foreword by Lin Yutang. Originally published in 1200.                                            |
| 8   | Lee Kok Liang                           | 1974 | The Mutes in the Sun and Other Stories. Short stories and a novella. |
| 9   | Tan Kok Seng                            | 1974 | Man of Malaysia. Second part of autobiography. Rendered into English in collaboration with Austin Coates.                                                                                          |
| 10  | Jennifer Draskau, ed.                   | 1975 | Taw and Other Thai Stories: An Anthology. Translated from the Thai and with an introduction by Jennifer Draskau.                                                                                   |
| 11  | Pramoedya Ananta Toer                   | 1975 | The Fugitive (Perburuan). Novel translated from the Indonesian by Harry Aveling, originally published in 1950.                                                                                     |
| 12  | Tan Kok Seng                            | 1975 | Eye on the World. Third and final part of autobiography. Rendered into English in collaboration with Austin Coates.                                                                                |
| 13  | Alan Ayling & Duncan Mackintosh, trans. | 1976 | A Folding Screen: Selected Chinese Lyrics from T'ang to Mao Tse-tung. Originally published in 1974.                                                                                                |
| 14  | Edwin Thumboo, ed.                      | 1976 | Second Tongue: An Anthology Of Poetry From Malaysia And Singapore. With an introduction by Edwin Thumboo. Contributors include Ee Tiang Hong, Muhammad Haji Salleh, Wong May and Arthur Yap.       |
| 15  | W. Somerset Maugham                     | 1976 | Maugham's Borneo Stories. Selected by G. V. de Freitas. |
| 16  | Lloyd Fernando                          | 1976 | Scorpion Orchid. Novel. |
| 17  | Goh Poh Seng                            | 1976 | Eyewitness. Poetry. |
| 18  | Raden Adjeng Kartini                    | 1976 | Letters of a Javanese Princess. Translated by Agnes Louise Symmers, edited and with an introduction by Hildred Geertz and with an introduction by Eleanor Roosevelt. Originally published in 1912. |
| 19  | Ee Tiang Hong                           | 1976 | Myths for a Wilderness. Poetry. |
| 20  | Harry Aveling, ed.                      | 1976 | From Surabaya to Armageddon: Indonesian Short Stories. Translated from the Indonesian by Harry Aveling.                                                                                            |
| 21  | Lin Yutang                              | 1977 | My Country And My People. Originally published in 1935. |
| 22  | Jan Knappert                            | 1977 | Myths and Legends of Indonesia |
| 23  | Austin Coates                           | 1977 | Myself a Mandarin. Memoir, originally published in 1968. |
| 24  | Robert Yeo                              | 1977 | And Napalm Does Not Help. Poetry. |
| 25  | Edwin Thumboo                           | 1977 | Gods Can Die. Poetry. |
| 26  | Arthur Yap                              | 1977 | Commonplace. Poetry. |
| 27  | Goh Poh Seng                            | 1977 | The Immolation. Novel. |
| 28  | Syed Waliullah                          | 1978 | Tree Without Roots. Novel. Originally published in 1948. |
| 29  | Robert Yeo, ed.                         | 1978 | Singapore Short Stories. With an introduction by Robert Yeo and notes by Tan Swee Kheng. Contributors include Catherine Lim, Gopal Baratham and Goh Sin Tub.                                       |
| 30  | Muhammad Haji Salleh                    | 1978 | Time and Its People. Poetry. |
| 31  | Cecil Rajendra                          | 1978 | Bones & Feathers. Poetry. |
| 32  | Edith L. Tiempo                         | 1978 | A Blade of Fern: A Novel About the Philippines |
| 33  | Thakazhi Sivasankara Pillai             | 1978 | Chemmeen: A Novel About India. Translated by Narayana Menon, with an introduction by Santha Rama Rau. Originally published in 1964.                                                                |
| 34  | Chung Chong-Wha, ed.                    | 1978 | Modern Far Eastern Stories |
| 35  | Iwan Simatupang                         | 1978 | Kering (Drought). Novel translated from the Indonesian by Harry Aveling, originally published in 1972.                                                                                             |
| 36  | Danarto                                 | 1978 | Abracadabra. Short stories translated from the Indonesian by Harry Aveling. |
| 37  | Catherine Lim                           | 1978 | Little Ironies: Stories of Singapore |
| 38  | Ediriwira Sarachchandra                 | 1978 | Curfew and a Full Moon. Novel. |
| 39  | Edwin Thumboo                           | 1979 | Ulysses by the Merlion. Poetry. |
| 40  | Yasmine Gooneratne, ed.                 | 1979 | Stories from Sri Lanka. With an introduction by Yasmine Gooneratne. |
| 41  | Shahnon Ahmad                           | 1979 | Srengenge. Novel translated from the Malay by Harry Aveling. Originally published in 1973. Winner of the Malaysian Novel of the Year 1970.                                                         |
| 42  | Yasmine Gooneratne, ed.                 | 1979 | Poems from India, Sri Lanka, Malaysia and Singapore |
| 43  | Robert Burdette Sweet                   | 1979 | Akbar the Great. Novel. |
| 44  | Stanley R. Munro, ed.                   | 1979 | Genesis of a Revolution: An Anthology of Modern Chinese Short Stories. Translated from the Chinese by Stanley R. Munro. Contributors include Ba, J., Bing, X. and Ding, L.                         |
| 45  | Tan Kok Seng                            | 1979 | Three Sisters of Sz. Novel. Rendered into English in collaboration with Austin Coates. |
| 46  | Hwang Sun-Won                           | 1980 | The Stars and Other Korean Short Stories. Translated from the Korean and with an introduction by Edward W. Poitras.                                                                                |
| 47  | Kim Man-Jung                            | 1980 | A Nine Cloud Dream. Translated from the Korean by Richard Rutt. |
| 48  | Arthur Yap                              | 1980 | Down the Line. Poetry. |
| 49  | Ly Singko, trans.                       | 1980 | Reunion & Other Stories |
| 50  | Shahnon Ahmad                           | 1980 | The Third Notch and Other Stories. Translated from the Malay by Harry Aveling. |
| 51  | Umar Kayam                              | 1980 | Sri Sumarah and Other Stories. Translated from the Indonesian by Harry Aveling. |
| 52  | Ruth Lor Malloy                         | 1980 | Beyond the Heights. Novel. |
| 53  | Ishak Haji Muhammad                     | 1980 | The Prince of Mount Tahan (Putera Gunung Tahan). Translated from the Malay by Harry Aveling. |
| 54  | F. Sionil José                          | 1980 | Waywaya: Eleven Filipino Short Stories |
| 55  | Jan Knappert                            | 1980 | Malay Myths and Legends |
| 56  | Lee Tzu Pheng                           | 1980 | Prospect Of A Drowning. Poetry. Winner of the National Book Development Council of Singapore’s Book Award for English Poetry 1982.                                                                 |
| 57  | Chung Chong-Wha, ed.                    | 1980 | Modern Korean Short Stories |
| 58  | Linda Ty-Casper                         | 1980 | Dread Empire. Novella. |
| 59  | Catherine Lim                           | 1980 | Or Else, the Lightning God & Other Stories |
| 60  | Shirley Geok-lin Lim                    | 1980 | Crossing The Peninsula & Other Stories. Poetry. Winner of the Commonwealth Poetry Prize. |
| 61  | J. R. Haldar                            | 1981 | Early Buddhist Mythology. With a foreword by C. Sircar. |
| 62  | Robert Yeo, ed.                         | 1981 | ASEAN Short Stories. Anthology. Contributors include Gopal Baratham, Stella Kon and Rebecca Chua.                                                                                                  |
| 63  | Lloyd Fernando, ed.                     | 1981 | Malaysian Short Stories. Anthology with an introduction by Lloyd Fernando. |
| 64  | A. Samad Said                           | 1981 | Lazy River (Sungai Mengalir Lesu). Novel translated from the Malay by Harry Aveling. Originally published in 1967.                                                                                 |
| 65  | Lee Kok Liang                           | 1981 | Flowers in the Sky. Novel. |
| 66  | Michael Soh & Lim Yoon Lin              | 1981 | A Son of a Mother. Originally published in 1973. |
| 67  | Rebecca Chua                            | 1981 | The Newspaper Editor and Other Stories |
| 68  | Lee Ding Fai                            | 1981 | Running Dog |
| 69  | K.S. Maniam                             | 1981 | The Return. Novel. |
| 70  | Heah Chwee Sian                         | 1981 | A Wisp of Bliss and Other Stories |
| 71  | Wong Meng Voon                          | 1981 | Glimpses of the Past: Stories from Singapore & Malaysia |
| 72  | H. Jathar Salij                         | 1982 | Shadow Play and Other Stories |
| 73  | Oh Yong-su                              | 1985 | The Good People: Korean Stories. Translated from the Korean by Marshall R. Pihl. |
| 74  | Michael Smithies                        | 1985 | A Busy Week: Tales from Today's Thailand |
| 75  | Wong Swee Hoon                          | 1985 | The Phoenix and Other Stories |
| 76  | Woo Keng Thye                           | 1986 | Web of Tradition. Novel. |
| 77  | Arthur Yap                              | 1986 | Man Snake Apple & Other Poems |
| 78  | Robert Yeo                              | 1986 | The Adventures Of Holden Heng. Novel. |
| 79  | Goh Sin Tub                             | 1987 | Honour and Other Stories. Originally published in 1986 as The Battle of the Bands. |
| 80  | Catherine Lim                           | 1987 | The Shadow of a Shadow of a Dream: Love Stories of Singapore |
| 81  | Goh Sin Tub                             | 1987 | The Ghost Lover Of Emerald Hill And Other Stories |
| 82  | Ediriwira Sarachchandra                 | 1987 | Foam Upon the Stream: A Japanese Elegy. Novel. |
| 83  | Nalla Tan                               | 1989 | Hearts & Crosses. Short stories. |
| 84  | Goh Sin Tub                             | 1989 | The Nan-Mei-Su Girls of Emerald Hill. Novel. |
| 85  | Woo Keng Thye                           | 1989 | Encounter and Other Stories |
| 86  | Catherine Khoo                          | 1990 | Love Notes |
| 87  | Goh Sin Tub                             | 1990 | Ghosts of Singapore!. Short stories. |
| 88  | Othman Wok                              | 1991 | Malayan Horror: Macabre Tales Of Singapore And Malaysia In The 50s |
| 89  | Woo Keng Thye                           | 1991 | Winds of Change. Novel. |
| 90  | Wong Swee Hoon                          | 1991 | A Dying Breed. Short stories. |
| 91  | Goh Sin Tub                             | 1991 | More Ghosts of Singapore!. Short stories. |
| 92  | W. W. Williams                          | 1991 | Reflections in the River: Contemporary Japanese Short Stories |
| 93  | Lin Yutang                              | 1992 | The Importance of Living. Originally published in 1937. |
| 94  | Syed Adam Aljafri                       | 1992 | Ollie's Search For Golden Hope & Other Stories |
| 95  | Jack Reynolds                           | 1992 | Daughters of an Ancient Race. Originally published in 1974. |
| 96  | Judith Anne Lucas & Marsha Goh          | 1992 | Tales of the Hungry Ghosts |
| 97  | Helen Lee, ed.                          | 1992 | Tapestry: A Collection of Short Stories. Contributors include Gopal Baratham, Arthur Yap and Nalla Tan.                                                                                            |
| 98  | Catherine Lim                           | 1992 | Deadline for Love and Other Stories |
| 99  | Catherine Lim                           | 1992 | Love's Lonely Impulses. Poetry. |
| 100 | Judith Anne Lucas                       | 1993 | Fancies and Follies: Stories of Love |
| 101 | Goh Sin Tub                             | 1993 | Goh's 12 Best Singapore Stories |
| 102 | Toh Weng Choy                           | 1993 | Sunshine in the Rain: A Maid's Courage |
| 103 | Catherine Lim                           | 1993 | The Best Of Catherine Lim. Short stories. |
| 104 | Robert Raymer                           | 1993 | Lovers and Strangers. Short stories. |
| 105 | Michael Smithies                        | 1993 | Bight Of Bangkok: A Collection Of Short Stories |
| 106 | Beth Yahp                               | 1993 | The Crocodile Fury. Novel. Originally published in 1992. |
| 107 | Goh Poh Seng                            | 1994 | If We Dream Too Long. Novel originally published in 1972. Winner of the National Book Development Council of Singapore’s Fiction Book Award 1976.                                                  |
| 108 | C.C. Hu                                 | 1994 | Silent Cries from the Dark. Short stories. |
| 109 | Goh Sin Tub                             | 1994 | Mass Possession: A True Story! Tales of the Supernatural and Natural |
| 110 | Marie Gerrina Louis                     | 1994 | The Road To Chandibole. Novel. |
| 111 | Douglas Lee                             | 1994 | A Rose Has Thorns. Novel. |
| 112 | Woo Keng Thye                           | 1994 | Reincarnation and Other Short Stories |
| 113 | Marie Gerrina Louis                     | 1995 | Junos. Novel. |
| 114 | Syed Adam Aljafri                       | 1996 | Reminiscences: A Collection of Short Stories |